# Fachbergsattel
Der Fachbergsattel ist ein 897 m ü. A. hoher Passübergang in der Schafberggruppe im Salzkammergut, im Gemeindegebiet von St. Wolfgang am Wolfgangsee und Steinbach am Attersee in Oberösterreich.

## Lage und Landschaft
Der Fachbergsattel liegt zwischen Atterseeregion und Wolfgangtal, in der Senke der Schafberggruppe zwischen Schafberg im Westen und Zimnitz/Leonsberg im Osten, etwa 9 Kilometer nordwestlich von Bad Ischl, 7 Kilometer nordöstlich vom Ostufer des Wolfgangsees und 2½ Kilometer südlich von Südufer des Attersees.
Der Sattel verbindet den Breitenberg (1412 m ü. A.) westlich mit dem Leonsberg (Gipfel 1745 m ü. A.) östlich.
Nördlich liegt das Weißenbachtal, mit dem Äußeren Weißenbach beim Ort Weißenbach. Vom Sattel entwässert der Loidlbach nordwestlich zum Burgaubach, der bei Burgau in den Attersee mündet. Südlich liegt der Haleswiessee und das Tal des Rußbachs, der bei Mönichsreith in die Ischler Ache (Ischl), den Abfluss des Wolfgangsees, mündet. Der Haleswiessee, zu dem von der Hinterhaleswiesalm unterhalb des Sattels ein kleines Gerinne geht, liegt aber in einer oberirdisch abflusslosen Karstsenke, einem Polje. Der See entwässert über eine Schwinde (Ponor) im Untergrund dann ebenfalls nach Norden, und zwar zum Äußeren Weißenbach.

## Geschichte und Erschließung
Der Sattel war schon im Mittelalter ein wichtiger Übergang, insbesondere für die Wallfahrt nach St. Wolfgang. Während das Wolfgangland zum bayrischen, ab 1506 österreichischen Kloster Mondsee gehörte, waren Südufer von Mondsee und Attersee salzburgisch. Damit umging der Weg über den Fachberg die salzburgischen Wegzölle. In die andere Richtung war der Weg eine vielgenutzte Schmuggelroute für das Ischler Salz. Die Haelleins wis (Haleswies) ist schon 1416 im Mondseer Urbar urkundlich.
Aus diesem Grund steigt der Weg von alters her von Norden in steilen Serpentinen aus dem Weißenbachtal an, nicht über die Burgau, die schon zu Salzburg gehört – die Landesgrenze verläuft direkt am Kamm westlich des Sattels. Inzwischen gibt es aber einen Forstweg den Loidlbach entlang. Der heutige Wanderweg von Weißenbach am Attersee, bei der Waldsiedlung, über den Fachberg führt nördlich oberhalb am Haleswies-Polje vorbei, dann über Forstweg entweder zur Schwarzenseestraße (L1293) beim Kösselfall und hinunter nach Rußbach, oder über den Schwarzensee nach St. Wolfgang.
Etwas nördlich des Sattels, bei der Fachbergalm, zweigt der Weg ab, der über den Nordwestgrat Steinernes Mandl (1413 m ü. A.) – Elsenschneid – Trattenspitz (1556 m ü. A.) auf den Leonsberggipfel führt.